# Kalil ElMedkhar
Kalil ElMedkhar (Middletown, 18 de agosto de 1999) es un futbolista profesional sirio-estadounidense que juega como centrocampista en el FC Tulsa de la USL Championship.

## Carrera de juego

### Carrera universitaria
ElMedkhar se unió a la Philadelphia Union YSC Academy en 2013, donde jugó durante cinco años.
En 2017, ElMedkhar asistió a la Universidad de Kentucky para jugar fútbol universitario. En cuatro temporadas con los Wilcats, ElMedkhar hizo 66 apariciones, anotando 20 goles y sumando 21 asistencias. Los elogios obtenidos durante su tiempo en la universidad hicieron que ElMedkhar fuera nombrado para el Primer Equipo de la Región Sudeste de United Soccer Coaches y el Primer Equipo de All-C-USA en 2018 y 2019, así como para el Cuadro de Honor del Comisionado de C-USA y el Cuadro de Honor Académico de Otoño de la SEC. en 2019. Antes del comienzo de su temporada de tercer año, ElMedkhar también fue nombrado Jugador Co-ofensivo del año de pretemporada de C-USA, en la Lista de Vigilancia del Trofeo MAC Hermann y en el Equipo de Pretemporada de C-USA.
ElMedkhar también jugó con el Reading United AC de la USL League Two tanto en 2018 como en 2019, con 22 apariciones y 5 goles en la temporada regular y los playoffs.

### Carrera profesional
El 14 de enero de 2021, ElMedkhar firmó un contrato de dos años con F. C. Dallas de la MLS después de que Dallas adquiriera sus derechos de jugador local del Philadelphia Union a cambio de 50.000 dólares de dinero de asignación general, con una mayor dependencia del dinero de asignación en que ElMedkhar cumpliera con ciertas métricas de rendimiento.
Hizo su debut profesional el 8 de mayo de 2021, comenzando con su club de reserva North Texas S. C. afiliado a la USL League One, en un partido contra Chattanooga Red Wolves que terminó en derrota por 1-0.

## Vida personal
ElMedkhar nació en Delaware en los Estados Unidos, pero también tiene la ciudadanía siria ya que su padre emigró de Siria para estudiar medicina en la Universidad de Delaware.

## Clubes
| Club                       | País           | Año           |
| -------------------------- | -------------- | ------------- |
| Reading United             | Estados Unidos | 2018-2019     |
| F. C. Dallas               | Estados Unidos | 2021-2022     |
| North Texas S. C. (cedido) | Estados Unidos | 2021-2022     |
| Loudoun United             | Estados Unidos | 2023-2024     |
| FC Tulsa                   | Estados Unidos | 2025-presente |